# Pál Ruzicska
Pál Ruzicska (Paolo; Budapest, 22 dicembre 1910 – Varese, 13 agosto 1994) è stato un filologo, traduttore e storico della letteratura ungherese.

## Biografia
Computi gli studi secondari a Budapest, nel 1934 si laureò in Scienze Politiche e successivamente in Lettere, specializzandosi in lingua e letteratura italiana; perfezionò poi gli studi a Perugia, a Pavia e in Finlandia per studiare filologia ugrofinnica.
Iniziò la sua carriera accademica a Budapest affiancando Luigi Zambra alla cattedra di Italianistica, lavorando contemporaneamente alla rivista Corvina come traduttore e segretario; tra il 1938 e 1945 fu segretario dell’Istituto Italiano di Cultura per l’Ungheria a Budapest. Nel 1945 ricoprì l’incarico di referente per gli affari italiani del Ministero della Religione e della Pubblica istruzione allora presieduto da Dezső Keresztury, di cui divenne segretario personale; nel 1946 venne in Italia con l’incarico di dirigere il Centro di Cultura Ungherese. Nello stesso anno si trasferì definitivamente in Italia, insegnando lingua e letteratura ungherese e filologia ugrofinnica presso le Università di Milano, Pavia e, infine, l’Università Cattolica di Milano.
Ruzicska ha contribuito alla diffusione e alla conoscenza della cultura italiana in Ungheria: vicino agli ambienti cattolici della rivista Korunk Szava, collaborò a far conoscere in Ungheria intellettuali cattolici come Agostino Gemelli, Bruno Cicognani, Giovanni Papini, Pietro Mignosi e Piero Bargellini; fu traduttore di scritti di argomento politico e di testi letterari della tradizione italiana, in parte confluiti nell’antologia Az olasz irodalom kincsesháza; fu tra i primi a tradurre in italiano testi poetici ungheresi, in particolare di Sándor Petőfi e Attila József. La sua opera più nota in Italia è la Storia della letteratura ungherese edita nel 1963.
Parallelamente all’insegnamento, per circa 30 anni Ruzicska lavorò per la casa editrice musicale Edizioni Suvini Zerboni di Milano alla direzione della sezione di musica classica, pubblicando saggi di storia e filologia musicale e, nel 1969, il grande volume delle lettere di Béla Bartók.

## Il fondo librario
Appassionato bibliofilo, Ruzicska raccolse nel corso degli anni una notevole biblioteca privata specialistica, che comprende circa 1500 monografie datate tra la seconda metà dell’ottocento e il 1990, di cui 1250 sono in lingua ungherese, acquisite dal docente dalla fine degli anni '20 del secolo scorso prevalentemente in Ungheria: si tratta di opere pertinenti alle discipline umanistiche, in particolare a storia, storia letteraria, letteratura ungherese, storia dell'arte, musica e musicologia, linguistica ungherese e filologia ugrofinnica.
Ospitato provvisoriamente presso l'Università Cattolica del Sacro Cuore di Milano, nel maggio 1988 il fondo era stato traslocato presso l'Università degli Studi di Pavia in occasione della Mostra permanente del libro magiaro collocata presso il Dipartimento di Lingue e Letterature straniere moderne, per poi essere acquisito dall'Università di Pavia, nel 1989, come donazione non perfezionata da parte dello stesso Ruzicska. Attualmente il fondo è conservato presso la Biblioteca di Studi Umanistici S. Boezio dell'Università di Pavia.
Ogni volume riporta uno dei due ex libris del donatore, rispettivamente un’etichetta e un timbro.

## Opere e traduzioni
- Dalla “Scienza nuova” di G. B. Vico, Olasz Szemle: studi italiani in Ungheria, anno, 1, n, 1, 1942, pp. 123–134 e anno 2, 1943, pp. 1392–1399
- I "Ritratti ungheresi" di Liszt, Milano, Università degli Studi, 1956
- La tragedia dell'uomo di Madach e i suoi traduttori italiani, Milano, Industrie Grafiche A. Nicola, 1961
- Una traduzione ungherese ottocentesca delle elegie ovidiane, Athenaeum: studi periodici di letteratura e storia , A. 47 n.s. (1969), pp. 272–280
- Lombardia 1796. nel diario del poeta ungherese Sàndor Kisfaludy, in Studi sulla cultura lombarda in memoria di Mario Apollonio, Milano, Vita e pensiero, 1972, pp. 175–203
- Musikerziehung und Melodierestauration, Festschrift für einen Verleger, Ludwig Strecker zum 90. Geburtstag, 34, 1977
- Ordine sintattico, scelta delle parti del discorso e fedeltà della traduzione, in Il problema della traduzione e la diffusione della letteratura ungherese in Italia, Napoli, Istituto Universitario Orientale, 1977
- Una lettera inedita di Bartók al violinista Vecsey, Nuova rivista musicale italiana: bimestrale di cultura e informazione , A. 12, n. 2 (1978), pp. 231–235
- Pietro Pazmany, traduttore di Tommaso da Kempen, in Venezia e Ungheria nel contesto del barocco europeo, Firenze, Olschki, 1979, pp. 305–329
- La satira politica nell’epica ungherese dell’Ottocento, in Popolo, nazione e storia nella cultura italiana e ungherese dal 1789 al 1850, a cura di Vittore Branca e Sante Graciotti, Firenze, Olschki, 1985, pp. 353–376
- Ha collaborato alla Storia religiosa dell’Ungheria, a cura di A. Caprioli e L. Vaccaro, La Casa di Matriona, Milano, 1992

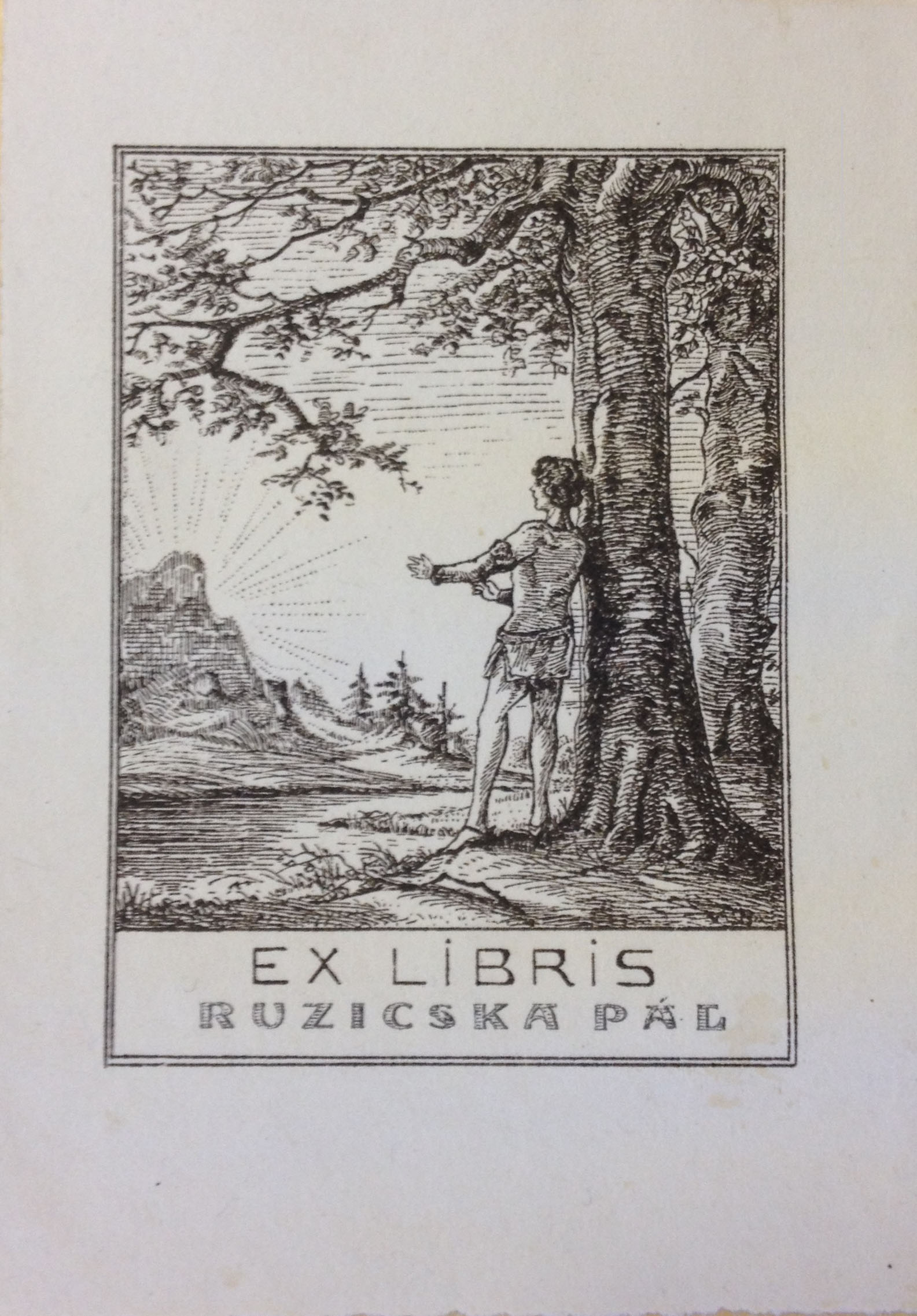
Ex libris di Pál Ruzicska

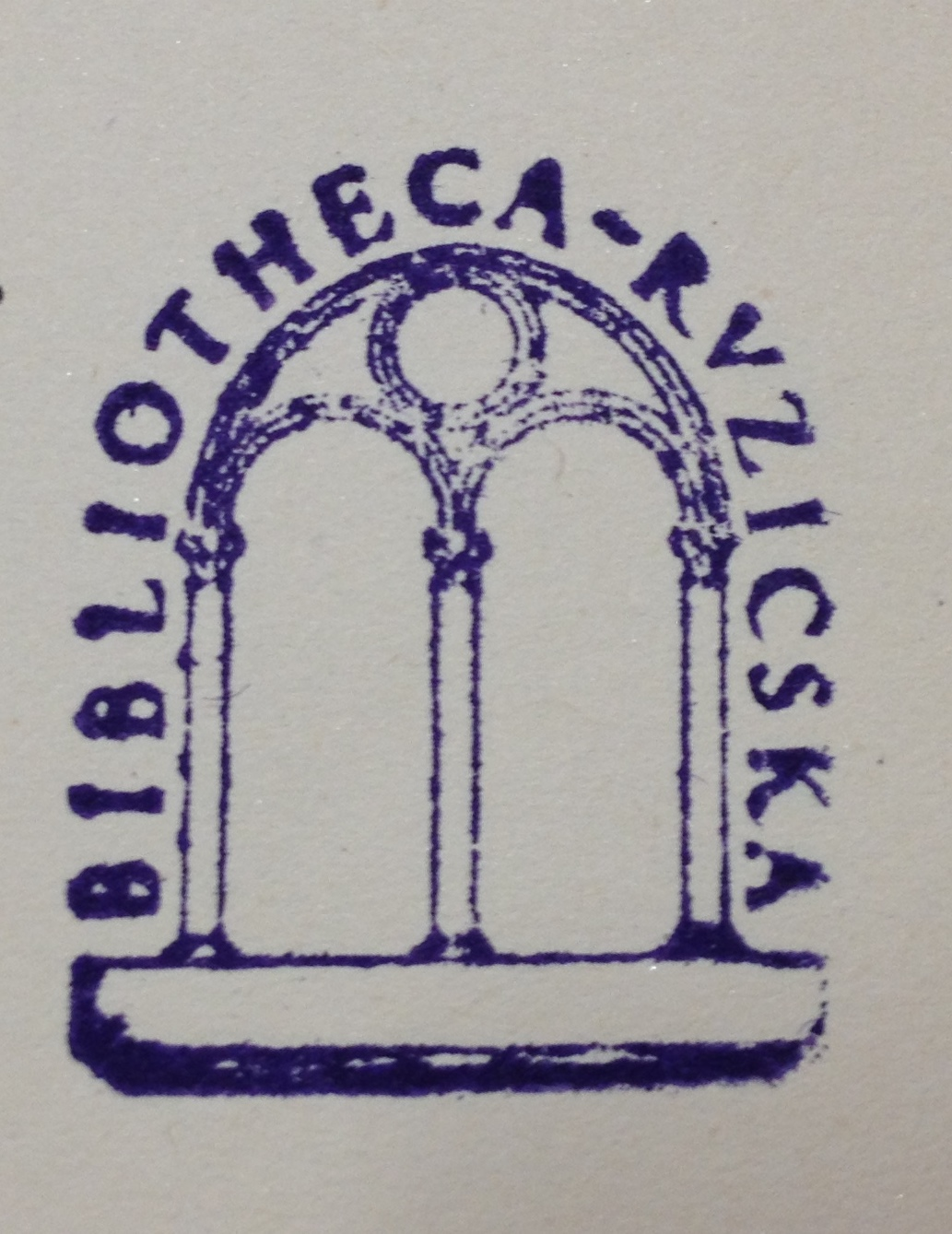
Ex libris di Pál Ruzicska